# Liste der Kreisstraßen in Kiel
Die Liste der Kreisstraßen in Kiel ist eine Auflistung der Kreisstraßen in der schleswig-holsteinischen Landeshauptstadt Kiel.

## Abkürzungen
- K: Kreisstraße
- L: Landesstraße

## Liste
Straßen und Straßenabschnitte, die unabhängig vom Grund (Herabstufung zu einer Gemeindestraße oder Höherstufung) keine Kreisstraßen mehr sind, werden kursiv dargestellt. Der Straßenverlauf wird in der Regel von Nord nach Süd und von West nach Ost angegeben.
| Nr.  | Verlauf |
| ---- | --- |
| K 1  | L 52 – Klausdorfer Weg – – Klausdorfer Weg – K 23 – Ellerbeker Weg – Villacher Straße – K 21 – Wellseedamm – / – K 16 – Wellseedamm – |
| K 2  | K 13 – Mettenhofzubringer – / – Hofholzallee – K 9 – Hofholzallee – Hasseldieksdammer Weg – K 10 – L 194 |
| K 5  | /L 254 – Uhlenhorster Weg – Dorf – K 17 – Friedrichsorter Straße – Zum Dänischen Wohld – An der Schanze – Christianspries – Prieser Strand – Schusterkrug – Boelckestraße – |
| K 6  | L 318 – Meimersdorfer Weg – K 16 |
| K 7  | K 27 – Steenbeker Weg – – Steenbeker Weg – K 36 – Steenbeker Weg – K 10 – Elendsredder – K 29 – Marcatorstraße – K 15 – Kiellinie – Düsternbrooker Weg – L 321 |
| K 9  | K 13 – Russeer Weg – K 2 – Russeer Weg – K 28 |
| K 10 | – Projensdorfer Straße – K 7 – Projensdorfer Straße – Westring – – – Westring – K 30 – Westring – L 321 – Westring – K 11 – Westring – L 194 – Westring – K 2 – Westring – – L 325 – Westring – / |
| K 11 | – Eckernförder Straße – L 321 – Eckernförder Straße – K 10 – Eckernförder Straße – L 194 |
| K 12 | K 29 – Knooper Weg – L 321 – Knooper Weg – Exerzierplatz – L 194/L 325 |
| K 13 | (K 3 im Kreis Rendsburg-Eckernförde) – Stadtgrenze – Skandinaviendamm – K 2 – Skandinaviendamm – K 9 – Skandinaviendamm – L 194 |
| K 14 | (K 15 im Kreis Rendsburg-Eckernförde) – Stadtgrenze – Kleinflintbeker Weg – K 37 – Am Dorfplatz – Kieler Weg – Lütt Steenbusch – Grot Steenbusch – Padewisch – Solldiekswall – |
| K 15 | – Prinz-Heinrich-Straße – K 15 – K 29 – Prinz-Heinrich-Straße – Feldstraße – K 7 – Feldstraße – L 321 |
| K 16 | K 6 – Meimersdorfer Weg – K 14 – Am Dorfplatz – K 14 – Moorseer Weg – Seewiesenredder – – Seewiesenredder – Zum Schlüsbeker Moor – Goldberg – Rönner Damm – Zum Forst – Marconistraße – Edisonstraße – K 1 |
| K 17 | (K 16 im Kreis Rendsburg-Eckernförde) – Stadtgrenze – Fördestraße – K 5 – Fördestraße – |
| K 20 | K 11 – Sachaustraße – Hummelwiese – Gablenzstraße – L 52 |
| K 21 | L 52 – Preetzer Straße – / – Preetzer Straße – K 1 |
| K 22 | (K 19 im Kreis Rendsburg-Eckernförde) – Stadtgrenze – Oskar-Kusch-Straße – |
| K 23 | K 1 – Klausdorfer Weg – Stadtgrenze – (K 48 im Kreis Plön) |
| K 24 | K 28 – Hamburger Chaussee – Stadtgrenze – (K 79 im Kreis Rendsburg-Eckernförde) |
| K 27 | (K 24 im Kreis Rendsburg-Eckernförde) – Stadtgrenze – Eckernförder Straße – K 7 – Eckernförder Straße – Stadtgrenze – (K 24 im Kreis Rendsburg-Eckernförde) – Stadtgrenze – Eckernförder Straße – |
| K 28 | (K 93 im Kreis Rendsburg-Eckernförde) – Stadtgrenze – Rendsburger Landstraße – K 9 – Rendsburger Landstraße – K 35 – Wulfsbrook – K 24 – Hamburger Chaussee – / |
| K 29 | K 15/K 32 – Holtenauer Straße – K 7 – Holtenauer Straße – K 12 – Holtenauer Straße – L 321 – Holtenauer Straße – L 321 – Bergstraße – Martensdamm – Rathausstraße – Exerzierplatz – L 194 – Ziegelteich – Hopfenstraße – K 11 – Ringstraße – Sophienblatt – K 20 – Sophienblatt – K 11 – Rondeel – Hamburger Chaussee – / |
| K 31 | (K 51 im Kreis Plön) – Stadtgrenze – Langer Rehm – Ostring – |
| K 32 | Uferstraße – Schleusenstraße – K 15/K 29 |
| K 34 | Grenzstraße – Heikendorfer Weg – |
| K 35 | K 28 – Rendsburger Landstraße – Winterbeker Weg – / |
| K 36 | K 7 – Torfmoorkamp – Olshausenstraße – K 10 |
| K 37 | L 318 – Meimersdorfer Weg – K 14 |